# Абигејл Кауен
Абигејл Кауен (енгл. Abigail Cowen; Гејнсвил, 18. март 1998) америчка је глумица и манекенка. Позната је по улози Доркас Најт у серији Сабрина: Језиве пустоловине (2018—2020) и Блум у серији Винкс сага: Судбина (2021—2022).

## Детињство и младост
Рођена је у Гејнсвилу, на Флориди. Одрасла је на фарми са својим братом, Досоном. У детињству је похађала часове глуме. Похађала је Средњу школу у Овиду, где је била атлетичарка.
Студирала је односе са јавношћу на Универзитету Флориде, а затим се са породицом преселила у Лос Анђелес 2016. године да би наставила глумачку каријеру.

## Приватни живот
Од 2021. године у вези је са колегом из серије Винкс сага: Судбина, Денијем Грифином.

## Филмографија

### Филм
| Улоге  |                  |               |                |          |
| Година | Српски назив     | Изворни назив | Улога          | Напомена |
| 2020.  | Још увек верујем |               | Адријен Лишинг |          |
| 2021.  |                  |               | Фиона          |          |
| 2022.  |                  |               | Ејнџел         |          |

### Телевизија
| Улоге      |                             |               |               |                                                                     |
| Година     | Српски назив                | Изворни назив | Улога         | Напомена                                                            |
| 2014.      |                             |               | Бруклин       | епизода: „Ништа није попут пролећног плеса”                         |
| 2017.      | Чудније ствари              |               | Вики Кармајкл | епизоде: „Прво поглавље: Побеснела Макс”, „Треће поглавље: Пољубац” |
| 2017—2018. | Мудрост серије              |               | Мија Танер    | споредна улога                                                      |
| 2018.      | Фостери                     |               | Елајза Хантер | 4 епизоде (5. сезона)                                               |
| 2018—2020. | Сабрина: Језиве пустоловине |               | Доркас Најт   | споредна улога                                                      |
| 2019.      |                             |               | Рикошет       | мини-серија                                                         |
| 2021—2022. | Винкс сага: Судбина         |               | Блум          | главна улога                                                        |